# Hypoxis
Hypoxis är ett släkte av enhjärtbladiga växter. Hypoxis ingår i familjen Hypoxidaceae.

## Bildgalleri

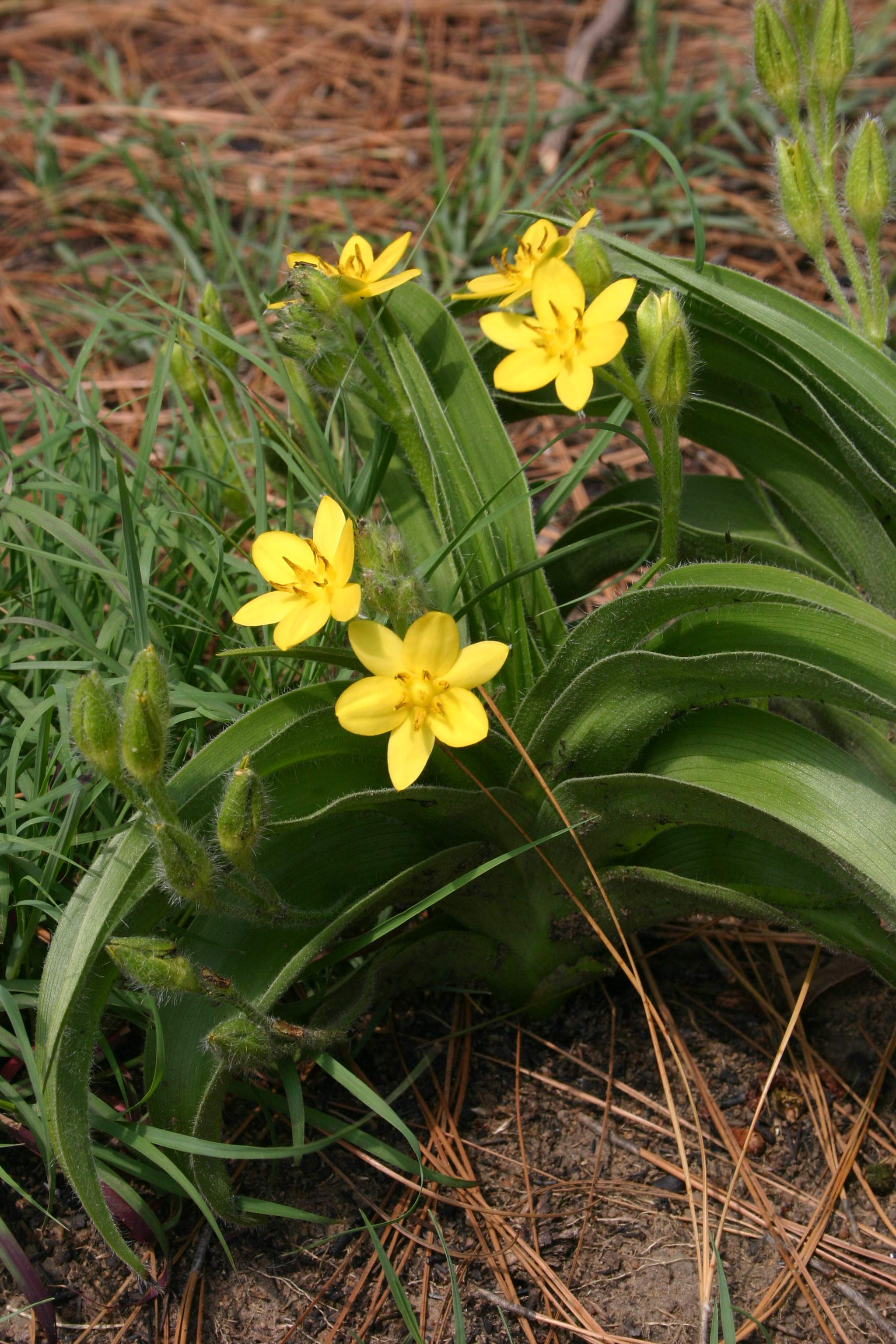
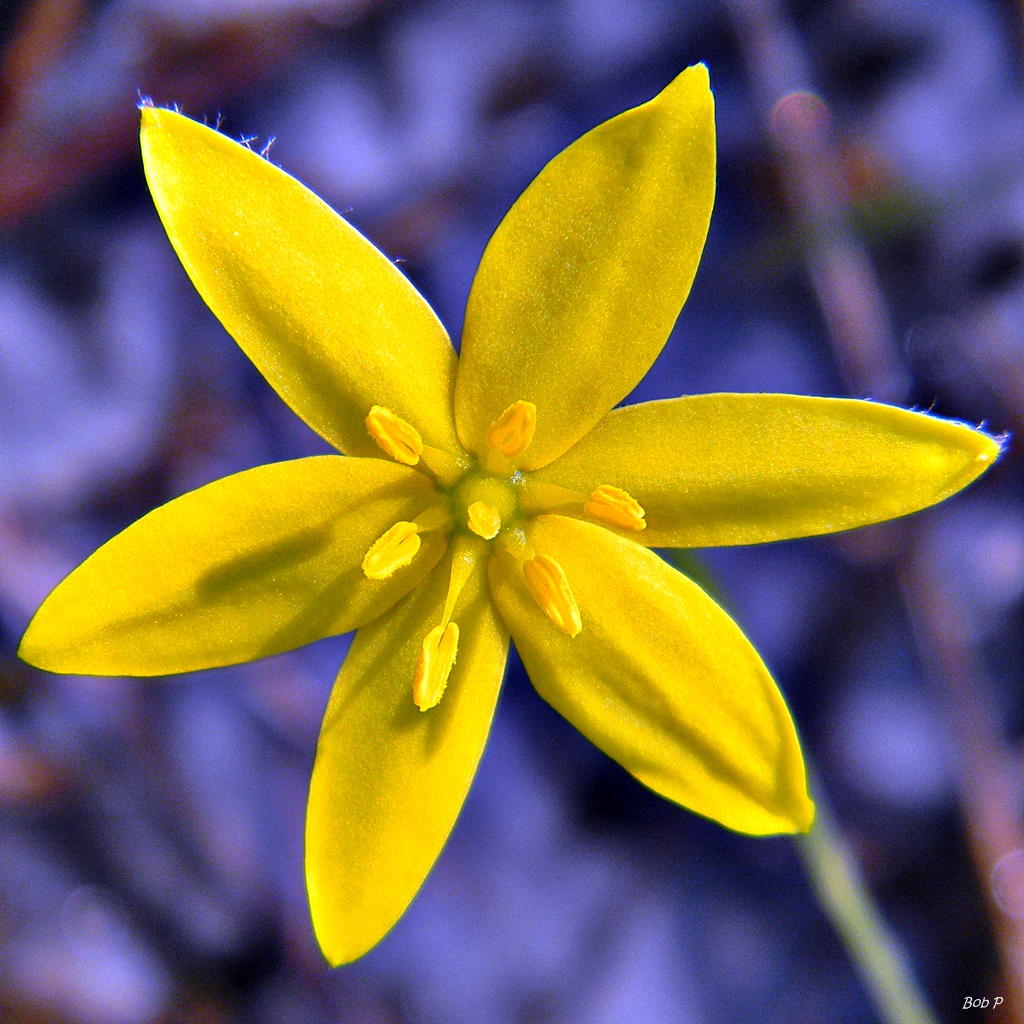
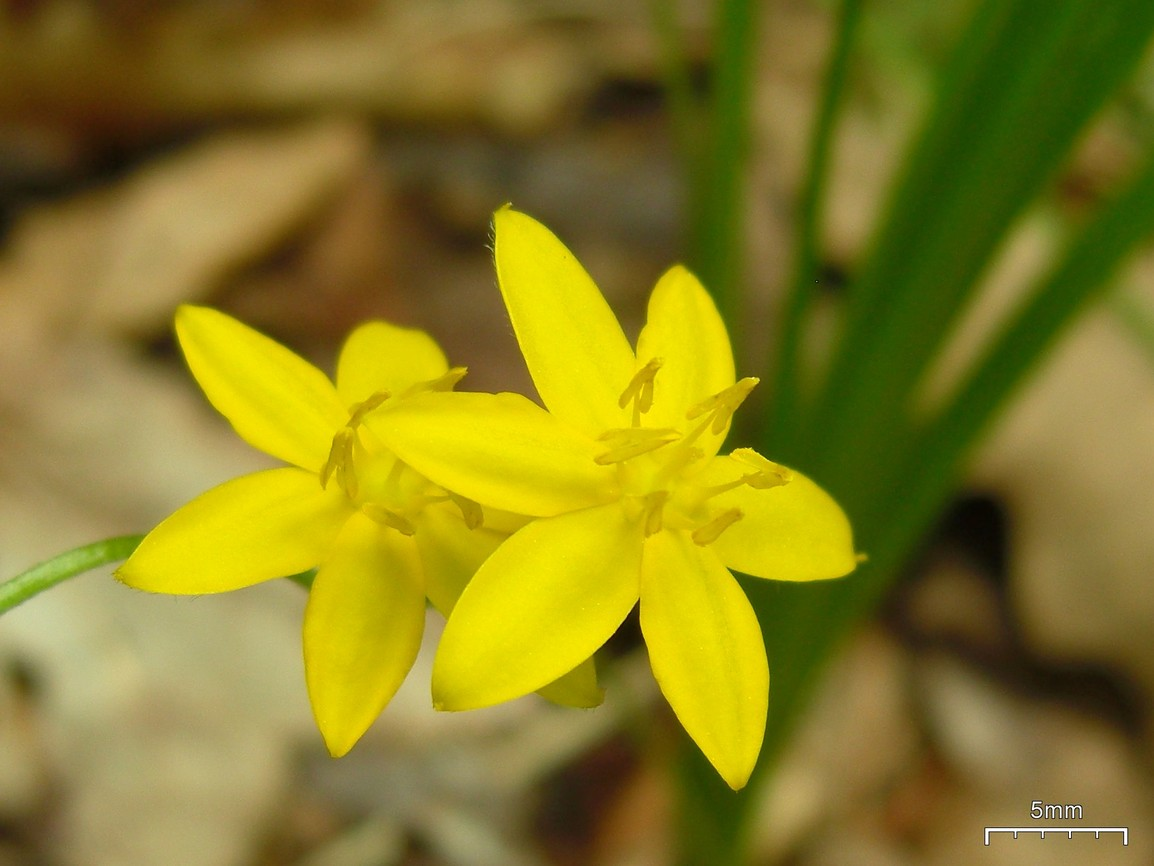
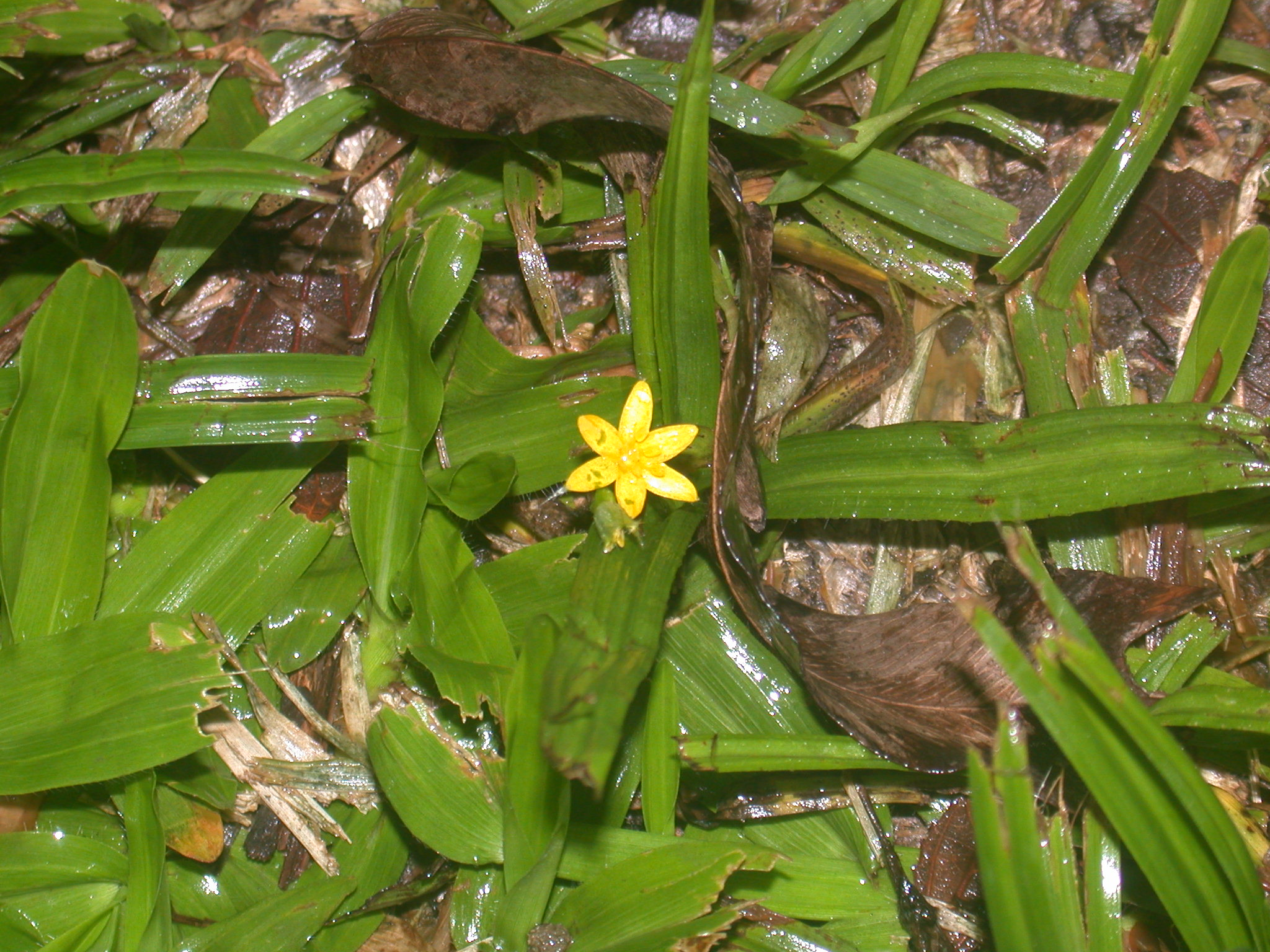
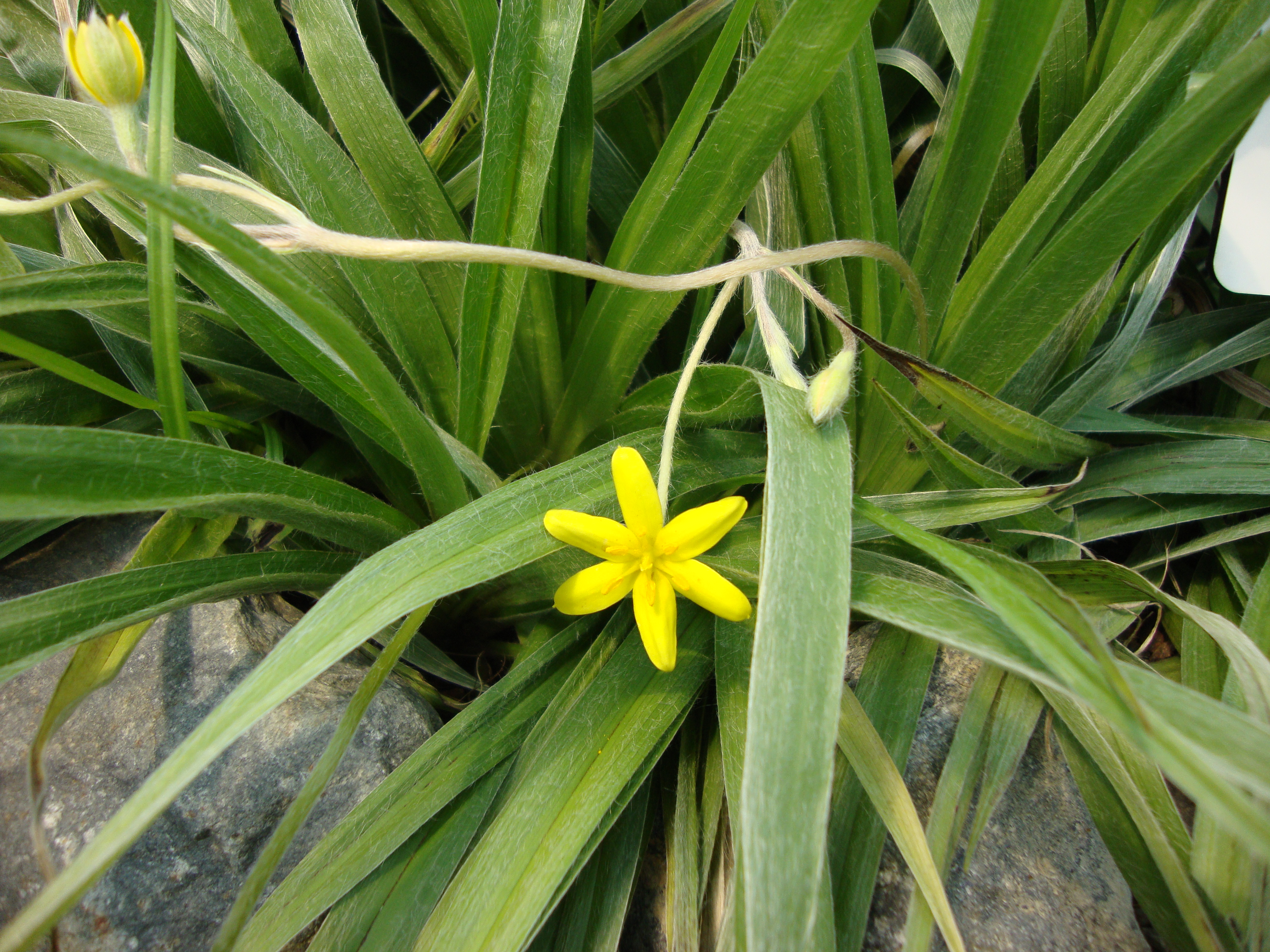
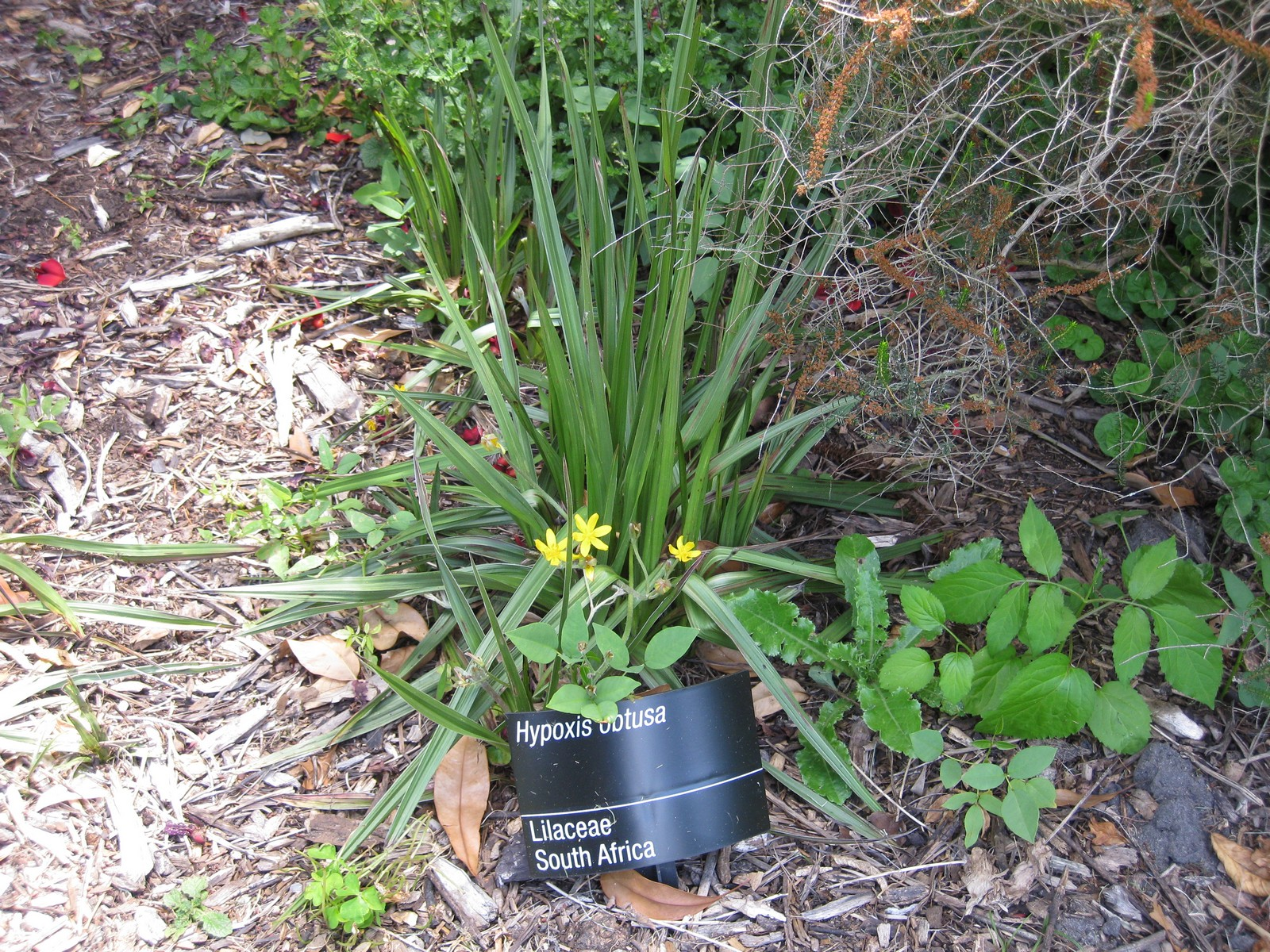

## Dottertaxa tillHypoxis, i alfabetisk ordning[1]
- Hypoxis abyssinica
- Hypoxis acuminata
- Hypoxis angustifolia
- Hypoxis argentea
- Hypoxis arillacea
- Hypoxis aurea
- Hypoxis bampsiana
- Hypoxis camerooniana
- Hypoxis canaliculata
- Hypoxis catamarcensis
- Hypoxis colchicifolia
- Hypoxis colliculata
- Hypoxis costata
- Hypoxis cuanzensis
- Hypoxis curtissii
- Hypoxis decumbens
- Hypoxis demissa
- Hypoxis dinteri
- Hypoxis domingensis
- Hypoxis exaltata
- Hypoxis exilis
- Hypoxis filiformis
- Hypoxis fischeri
- Hypoxis flanaganii
- Hypoxis floccosa
- Hypoxis galpinii
- Hypoxis gardneri
- Hypoxis gerrardii
- Hypoxis glabella
- Hypoxis goetzei
- Hypoxis gregoriana
- Hypoxis hemerocallidea
- Hypoxis hirsuta
- Hypoxis humilis
- Hypoxis hygrometrica
- Hypoxis interjecta
- Hypoxis juncea
- Hypoxis kilimanjarica
- Hypoxis kraussiana
- Hypoxis lata
- Hypoxis lejolyana
- Hypoxis leucotricha
- Hypoxis limicola
- Hypoxis longifolia
- Hypoxis lucens
- Hypoxis ludwigii
- Hypoxis lusalensis
- Hypoxis malaissei
- Hypoxis marginata
- Hypoxis membranacea
- Hypoxis mexicana
- Hypoxis monanthos
- Hypoxis muhilensis
- Hypoxis multiceps
- Hypoxis neliana
- Hypoxis nervosa
- Hypoxis nivea
- Hypoxis nyasica
- Hypoxis oblonga
- Hypoxis obtusa
- Hypoxis occidentalis
- Hypoxis oligophylla
- Hypoxis parvifolia
- Hypoxis parvula
- Hypoxis polystachya
- Hypoxis potosina
- Hypoxis pratensis
- Hypoxis protrusa
- Hypoxis pulchella
- Hypoxis rigida
- Hypoxis rigidula
- Hypoxis robusta
- Hypoxis sagittata
- Hypoxis salina
- Hypoxis schimperi
- Hypoxis sessilis
- Hypoxis setosa
- Hypoxis sobolifera
- Hypoxis stellipilis
- Hypoxis suffruticosa
- Hypoxis symoensiana
- Hypoxis tepicensis
- Hypoxis tetramera
- Hypoxis uniflorata
- Hypoxis upembensis
- Hypoxis urceolata
- Hypoxis vaginata
- Hypoxis villosa
- Hypoxis wrightii
- Hypoxis zeyheri